# مايكل انجلو مينييري
مايكل انجلو مينييري (بالإيطالية: Michelangelo Minieri)‏؛ (29 مايو 1981 بروما في إيطاليا - ) هو لاعب كرة قدم إيطالي في مركز الدفاع. شارك مع منتخب إيطاليا تحت 15 سنة لكرة القدم. أما مع النوادي، فقد لعب مع فيورنتينا و‌نادي أسكولي و‌نادي أفيلينو و‌نادي بيروجيا و‌نادي تريستينا و‌نادي فيتشينزا و‌نادي كاتانيا و‌نادي لاتسيو.